# بتی ریردون
بتی آ. ریردون (انگلیسی: Betty Reardon؛ (زاده ۱۲ ژوئن ۱۹۲۹) بنیان‌گذار ،استاد و مدیر برنامه تحصیلات تکمیلی آموزش عالی در دانشگاه کلمبیا است. او یک رهبر آموزش صلح و یک متخصص در آموزش حقوق بشر در سطوح ابتدایی و متوسطه است. همراه با الیس بولدینگ و سینتیا آنلوی، ریردون همچنین به عنوان بخشی از «نسل پیشرو زنان در مطالعات صلح» به خاطر تلاش‌هایش برای برجسته کردن هژمونی مردان عاقل سفید موی در میدان عمل، و تمایل او به پرداختن به مسائل زنان که در بخش مرکزی مباحثات او در زمینه صلح جهانی قرار دارد. انتشارات وی شامل بیش از ۳۰۰ اثر در تعدادی از حوزه‌های موضوعی از جمله: مطالعات صلح، آموزش صلح، حقوق بشر، جنسیت و بوم‌شناسی است.

## پیشینه
ریردون مؤسسه بین‌المللی آموزش صلح (IIPE)را تأسیس کرد و تا کنون در ۱۶ کشور کنفرانس‌هایی برگزار کرده‌است و آموزگاران از حدود یک صد کشور در آن‌ها شرکت کردند. اهمیت گزارش مؤسسه بین‌المللی آموزش صلح در این بودکه در سال ۲۰۰۲از طرف یونسکو جایزه ویژه افتخاری در مراسم جایزه صلح به این مؤسسه اهدا شد.

## نقش برجسته
ریردون ریاست افتخاری برنامه گواهی توسعه حرفه‌ای صلح در کالج معلمان در توکیو را بر عهده داشت، مدیر برنامه مدرسه در مؤسسه نظم جهانی و رئیس هیئت داوران بین‌المللی برای جایزه صلح یونسکو شد. او همچنین دکترای افتخاری خود را از دانشگاه کلمبیا، کارشناسی‌ارشد در تاریخ را از دانشگاه نیویورک و یک مدرک کارشناسی در رشته تاریخ را از کالج ویتون کسب کرد.

## نظریه
بتی ریردون پس از سال‌ها تدوین برنامه‌های آموزشی صلح، هشت زیر مجموعه را برای آموزش صلح مورد شناسایی قرار داده‌است: حل و فصل درگیری، همکاری، عدم خشونت، مفاهمه چند فرهنگی، حقوق بشر،
عدالت اجتماعی، منابع جهان و محیط زیست جهانی. کلیه این زیرمجموعه‌ها شامل عناصر رفتاری، منشی و شناختی هستند.